# Don Algodón
Don Algodón es una marca de moda y complementos femenina española fundada por José Barroso. En 2005, lanzó también una línea para hombres.

## Historia
Don Algodón se inició a principios de los 80 como una tienda en la calle Claudio Coello de Madrid con ropa orientada a un público joven. Tras un rápido crecimiento, en 1985 el grupo Cortefiel se hizo con el 50% del capital, a partir del cual se inició su franquiciado, siendo la primera empresa textil española en hacerlo. En 2003 Barroso volvió a controlar el 100% del accionariado de la empresa. Para entonces, Don Algodón contaba con 81 establecimientos en España (propios y/o en franquicia) y otros 33 en el extranjero, presente en países como Inglaterra, Irlanda, Francia, Holanda y Japón y con una facturación total anual de 16,3 millones de €. Finalmente la marca fue adquirida por el grupo estadounidense BCBG Max Azria en 2006.
Junto a su línea de moda y complementos, también ha comercializado perfumes desarrollados por Myrurgia.